# Kaitlin Doubleday
Kaitlin Doubleday (Los Angeles, 1984. július 19. –) amerikai színésznő.
Pályafutása elején fontosabb mellékszerepei voltak az Ezt jól kifőztük! (2005) és a Felvéve (2006) című filmekben. 2015–2016 között az Empire című zenés drámasorozat szereplője volt. 2017-től két évadon keresztül a hasonló műfajú Nashville főszereplőjeként tűnt fel a televízió képernyőjén.

## Fiatalkora és családja
Los Angelesben született és nőtt fel, Christina Hart (1949–) filmrendező, producer és színésznő, valamint Frank Doubleday (1945–2018) színész gyermekeként. Húga, Portia (1988–) szintén színésznő.

## Magánélete
2015 májusában jegyezte el barátja, Devin Lucien párizsi DJ. 2016. május 6-án házasodtak össze Kaliforniában.
Fiúgyermekük 2019-ben jött világra.

## Filmográfia

### Film
| Év   | Magyar cím        | Eredeti cím                    | Szerep        | Magyar hang       |
| ---- | ----------------- | ------------------------------ | ------------- | ----------------- |
| 2002 | Kapj el, ha tudsz | Catch Me If You Can            | Joanna        | Csondor Kata      |
| 2004 | Meleg helyzet     | Freshman Orientation           | Amanda        | Nemes Takách Kata |
| 2005 | Ezt jól kifőztük! | Waiting...                     | Amy           | Haffner Anikó     |
| 2006 | TV játék          | The TV Set                     | Jesse Filmore |                   |
| 2006 | Felvéve           | Accepted                       | Gwynn         | Kiss Anikó        |
| 2009 |                   | The Tomb                       | Rowena        |                   |
| 2010 |                   | Inversion                      | AJ            |                   |
| 2011 |                   | Final Sale                     | Kate Johnson  |                   |
| 2012 |                   | Famous (rövidfilm)             | Gretchen      |                   |
| 2013 |                   | The Magic Bracelet (rövidfilm) | Lainey        |                   |
| 2015 |                   | Dragon Warriors                | Ennogard      |                   |
| 2016 |                   | A Boy Called Po                | Amy           |                   |
| 2022 | Magas fokon       | High Heat                      | Mimi          | Csondor Kata      |

### Televízió
| Év        | Magyar cím                   | Eredeti cím                                   | Szerep                      | Megjegyzések                                      |
| --------- | ---------------------------- | --------------------------------------------- | --------------------------- | ------------------------------------------------- |
| 2002      | Nyomtalanul                  | Without a Trace                               | Becky Radowsky / Eve Cleary | 1 epizód                                          |
| 2003      | Mrs. Klinika                 | Strong Medicine                               | Julie Windsor               | 1 epizód                                          |
| 2004      | Döglött akták                | Cold Case                                     | Holly Richardson            | 1 epizód                                          |
| 2006      | Igazság                      | Justice                                       | Elizabeth Morris            | 1 epizód                                          |
| 2007–2008 |                              | Cavemen                                       | Kate McKinney               | 13 epizód                                         |
| 2008      | CSI: Miami helyszínelők      | CSI: Miami                                    | Amanda Brighton             | 1 epizód                                          |
| 2009      | Testvérek                    | Brothers & Sisters                            | Chelsea Yeager              | 1 epizód                                          |
| 2009      | Dr. Csont                    | Bones                                         | Karin Lin                   | 1 epizód                                          |
| 2010      | A főnök                      | The Closer                                    | Linda                       | 1 epizód                                          |
| 2010      | Gyilkos elmék                | Criminal Minds                                | Kelly Landis                | 1 epizód                                          |
| 2011      | CSI: A helyszínelők          | CSI: Crime Scene Investigation                | Evan Ferrari                | 1 epizód                                          |
| 2011      | Haláli testcsere             | Drop Dead Diva                                | Cassie                      | 2 epizód                                          |
| 2011      |                              | Childrens Hospital                            | gyakornok                   | 1 epizód                                          |
| 2011      | Hung – Neki áll a zászló     | Hung                                          | Logan Lewis                 | 3 epizód                                          |
| 2012      | A March testvérek karácsonya | The March Sisters at Christmas                | Meg March                   | - tévéfilm - magyar hangja: - Zsigmond Tamara     |
| 2013      | Luxusdoki                    | Royal Pains                                   | Ally Cunningham             | 1 epizód                                          |
| 2013      | Született boszorkányok       | Witches of East End                           | Elyse                       | 1 epizód                                          |
| 2014      | Barátnő rendelésre           | Friend Request                                | Celeste Jeffers-Johnson     | - tévéfilm - magyar hangja: - Haffner Anikó       |
| 2014      |                              | Mixology                                      | Trista                      | 2 epizód                                          |
| 2015–2018 | Empire                       | Empire                                        | Rhonda Lyon                 | főszereplő (1-2. évad) vendégszereplő (3-4. évad) |
| 2016      |                              | 12 Deadly Days                                | Lizzie                      | minisorozat (1 epizód)                            |
| 2016      |                              | Whose Line Is It Anyway?                      | önmaga                      | 1 epizód                                          |
| 2017–2018 | Nashville                    | Nashville                                     | Jessie Caine                | főszereplő (5-6. évad)                            |
| 2017–2021 |                              | Scary Endings                                 | Rebecca                     | 2 epizód                                          |
| 2019      |                              | Christmas at Graceland: Home for the Holidays | Harper Ellis                | tévéfilm                                          |
| 2020      | Szerelem jegesen             | Love on Iceland                               | Chloe                       | - tévéfilm - magyar hangja: - Csondor Kata        |
| 2021      |                              | A Mrs. Miracle Christmas                      | Laurel McCullough           | tévéfilm                                          |

## Fordítás
- Ez a szócikk részben vagy egészben  a   Kaitlin Doubleday című angol Wikipédia-szócikk ezen változatának fordításán alapul.  Az eredeti cikk szerkesztőit annak laptörténete sorolja fel. Ez a jelzés csupán a megfogalmazás eredetét és a szerzői jogokat jelzi, nem szolgál a cikkben szereplő információk forrásmegjelöléseként.